# Ladislav
Ladislav je moško osebno ime.

## Izvor imena
Ime Ladislav izhaja iz imena Vladislav (latinizirano, Ladislaus), le to pa je izpeljano iz imena Vladimir.

## Izpeljanke imena
- moške oblike imena: Laci, Lacko, Ladi, Ladimir, Ladko, Lado, Ladoslav, Laslo
- ženska oblika imena: Ladislava

## Tujejezikovne oblike imena
V madžarščini imenu Ladislav ustreza László, ki ima tudi že poslovenjeno pisavo Laslo, klicni obliki pa sta Laci, Lackó.

## Pogostost imena
Po podatkih Statističnega urada Republike Slovenije so bile na dan 31. decembra 2007 v Sloveniji 1403 osebe z imenom Vladislav.

## Osebni praznik
V koledarju sta 27. junija Ladislav madžarski kralj († 1095) in 4. maja Ladislav Poljski, redovnik († 1505).

## Znane osebe
- Ladislav Graber, slovenski častnik
- Ladislav Grat-Kijev, partizan in pisatelj
- Ladislav Posmrtni, češki in ogrski kralj
- Ladislav Lipič, slovenski generalmajor
- Ladislav Troha, »pojoči major«
- Ladislav I., ogrski kralj

## Zanimivost
Ogrski kralj sv. Ladislav, ki je vladal do 1095 je leta 1091 ustanovil zagrebško nadškofijo, poleg tega pa je tudi zavetnik glavnega poljskega mesta Varšave.